# Menora longmina
Menora longmina är en insektsart som beskrevs av Medler 1999. Menora longmina ingår i släktet Menora och familjen Flatidae. Inga underarter finns listade i Catalogue of Life.